# Signe Brunnström
Anna Signe Sofia Brunnström, född 1 januari 1898 i Solna församling, död 21 februari 1988 i Connecticut i USA, var en svensk sjukgymnast. Brunnström, som var huvudsakligen verksam i Förenta staterna, utvecklade en metod i syfte att rehabilitera patienter efter amputation eller förlamning och hjärnskada. Hon har beskrivit sin metod, The Brunnström approach, i boken Movement therapy in hemiplegia.